# Zagubione
Zagubione (ang. Lost and Delirious) – kanadyjski melodramat filmowy z 2001, wyreżyserowany przez Léę Pool. Film oparto na noweli Susan Swan. Film kręcono od 23 maja do 8 lipca 2000 roku w miejscowości Lennoxville w Quebecu (Kanada) – przy czym zarówno w budynku miejscowego college'u, jak też uniwersytetów Bishop's College School i Bishop's University.

## Zarys fabularny
Nastolatki Paulie, Tori i Mary, zwana "Myszą", mieszkają razem w prywatnej szkole dla dziewcząt. Mary przybywa do internatu z dnia na dzień i dowiaduje się, że jej współlokatorki są lesbijkami.

## Obsada
- Alan Fawcett jako Bruce Moller
- Amy Stewart jako Cordelia
- Caroline Dhavernas jako Kara
- Emily VanCamp jako Allison Moller
- Grace Lynn Kung jako Lauren
- Graham Greene jako Joe Menzies
- Jackie Burroughs jako Jay Vaughn
- Jessica Paré jako Victoria "Tori" Moller
- Luke Kirby jako Jake Hollander
- Mimi Kuzyk jako Eleanor Bannet
- Mischa Barton jako Mary Bedford
- Peter Oldring jako Phil
- Piper Perabo jako Pauline "Paulie" Oster